# SN 2001D
SN 2001D – supernowa typu II odkryta 5 stycznia 2001 roku w galaktyce IC 728. W momencie odkrycia miała maksymalną jasność 17,60m.